# Lena Katina
Elena Sergeevna Katina (em russo:  Елена Сергеевна Катина), mais conhecida como Lena Katina (Moscou, 4 de outubro de 1984) é uma cantora russa e ex-integrante do duo russo t.A.T.u.
Ela é a mais nova das três filhas de Sergey Katin, co-produtor do grupo Dyuna, Marina Khlebnikova e outros representantes do show-bizz russo e de Vsevolodovna Inessa Katina, que trabalha com modas. Seus pais estão divorciados e ela foi criada pelo padrasto e a mãe.
Lena fez parte anteriormente de um grupo chamado "Avenue", e depois de um grupo infantil chamado Neposedi (Fidget), onde conheceu Yulia Volkova. Em 1999 foi escolhida por Ivan Shapovalov para participar da banda t.A.T.u. junto com Yulia Volkova. A banda se tornou a mais famosa da Rússia. Lena Katina e Yulia Volkova se tornaram famosas no mundo inteiro graças a sucessos como All the Things She Said, Not Gonna Get Us, All About Us e a imagem falsa de lésbicas, que foi apresentada pelas meninas no início de suas carreiras. Em 2009, Katina iniciou sua carreira a solo.

## Carreira

### Início
A partir de apenas 4 anos, por iniciativa de seu pai, Lena começou a participar de esportes e vários clubes de música com o objetivo de fomentar artes plásticas e talentos artísticos.
Quando tinha 7 anos, Lena entrou em a escola N.º 457 em Moscow, e dentro de um ano, ela entrou na escola de música N.º 30 para aulas de piano.
Em 1992 ela fez parte de um grupo chamado Avenue, ela fez parte dele por três anos. Aos 13 anos ela foi escolhida para integrar um grupo chamado Neposedi, o mais popular e mais prestigiado grupo de coral de crianças. Durante o Neposedi Katina conheceu Yulia Volkova, com quem faria dueto no grupo t.A.T.u.. No elenco de Neposedi, ela cantou uma canção em espanhol e o júri ficou admirado com a qualidade de sua voz. Logo Lena deixou o grupo devido a sua idade - as crianças cantam em Neposedi até aos 14 anos de idade - e aos 15 anos estreava no duo t.A.T.u.

### Adesão ao grupo
Em 1999, como resultado de casting, organizado pelo agente de publicidade Ivan Shapovalov, Lena foi escolhida entre 400 meninas para participar do projeto musical, logo conhecido como o "Taty" (internacionalmente como t.A.T.u.). Com a participação do compositor Alexander Voitinsky gravou a canção "Yugoslaviya" e "Zachem ya". Durante o desenvolvimento do grupo, Katina gravou demos como "Yugoslaviya" e "Belochka", creditada como t.A.T.u. Mais tarde, foi adicionada ao projeto a jovem de 14 anos de idade, Julia Volkova. Lena Katina foi a primeira escolhida por Ivan Shapovalov para o projeto t.A.T.u., logo depois de Yulia Volkova ser escolhida, Ivan Shapovalov criou a imagem lésbica das meninas, que conquistaram a mídia e fizeram muito sucesso entre 2000 a 2003. Depois, em 2004, elas romperam com Ivan Shapovalov e foi revelado que a imagem de lésbicas das meninas era falsa, quando Yulia engravidou.
Após deixar a escola em 2001, Lena entrou no Instituto Humanitário-Econômico de Moscou, da Faculdade de Ciências Humanas, profissão Psicologia, onde estudou por correspondência até a formatura, em 2007.
Em 2006, a dupla de Lena e Julia começou a enviar vídeos de sua vida na Internet.

### Elena Katina em 2000
Em março de 2009, a administração do grupo t.A.T.u. disse que a solista ia parar de trabalhar em o grupo em um modo contínuo e iniciar sua carreira a solo. Em 25 de janeiro de 2011, na estreia de "You and I" em Moscou, um membro da equipe anunciou o fim do grupo.
Em 2009, Lena fez uma cirurgia no Hospital da Universidade de Stanford, em Los Angeles, EUA, onde foi submetida a uma correção laser.[carece de fontes?]

### Carreira a solo

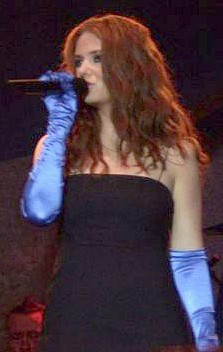
Lena Katina em 2010, com sua carreira solo

Lena iniciou sua carreira solo em 2011, após o rompimento da parceria com Julia no duo t.A.T.u. Em agosto, lançou o primeiro single de sua carreira denominado Never Forget. Posteriormente produziu um remix da faixa com o DJ Dave Audé, e com ele alcançou a liderança na Lista Club/Dance da revista norte-americana Billboard, passando à frente de artistas como Madonna.
Em 2012 fez um dueto com a maior banda electro pop da América, Belanova, cantando "Tic-Toc", música que alcançou o número 1 da MTV Latina por extensas semanas.
Em junho deste mesmo ano, lançou sua segunda música de trabalho, Melody em parceria com Clark Owen.

### Carreira como modelo
Em janeiro de 2013, Katina teve uma sessão de fotos com a edição russa da Maxim Magazine.

## Vida pessoal
Desde sua infância, os hobbies de Katina já incluíram ginástica artística, dança de salão, patinação artística, natação e equitação. Ela também é uma talentosa pianista e também gosta de ler, especialmente romances. Katina declarou em uma entrevista TeleHit 2006 que ela costumava ouvir artistas como Led Zeppelin, Deep Purple, Pink Floyd quando era mais jovem.
Lena tem uma meia-irmã mais nova de pai diferente, Katya e também tem um meio-irmão chamado Ivan, de uma mãe diferente. Lena Katina nunca anunciou estar em relacionamento com alguém. Porém, recentemente, Katina não tem negado o casamento civil com o músico esloveno Sasho. Katina conheceu ele em uma festa num bar em Los Angeles em 2002. Atualmente Katina vive e trabalha em Los Angeles, mas algumas vezes por ano viaja a Moscou. Lena foi criada religiosamente e é uma devota da Igreja Cristã Ortodoxa Russa. Katina casou-se, após um namoro de três anos, com o músico esloveno Sash Kuzma (Sasho Kuzmanović) em Moscou e em Ljubljana em agosto de 2013. Durante um concerto em Roma em novembro de  2014, Katina anunciou que estava grávida de 3 meses e meio do seu primeiro filho. Em 22 de maio de 2015, ela deu à luz um menino, chamado Aleksandr, em Moscow.

## Apoio à comunidade LGBT
Em 2007, Katina participou do orgulho gay em Moscou.
Em setembro de 2012, Katina e sua banda foram para São Petersburgo para a sustentação do festival internacional Queerfest em 2012. Katina disse: "Nós todos somos pessoas muito diferentes e devemos celebrar as nossas diferenças. Não devemos ficar em silêncio quando vemos essa agressão intolerante com LGBT na comunidade".
"Estamos muito felizes em receber o apoio não só de celebridades estrangeiras, mas também de figuras públicas russas. A participação de Lena em Queerfest é um momento verdadeiramente histórico. E a primeira vez que uma artista russa de alto perfil apoia o festival", disseram os organizadores.
Em setembro de 2014, sua ex-companheira de banda, Julia Volkova, apareceu como competidora em um game show ucraniano chamado Lie Detector e fez comentários considerados homofóbicos, especialmente para com os homens homossexuais. Katina reagiu escrevendo em sua página no Facebook: “Deus nos ensina a viver em amor, ser tolerante e não julgar as outras pessoas. E é o que eu faço! Amor é amor, e é um sentimento maravilhoso. Acho que todos deveriam sentir-se livres para amar quem amam e ficar com quem querem passar suas vidas”.

## Discografia

### Solo
Álbuns de estúdio
| Ano  | Álbum            |
| ---- | ---------------- |
| 2014 | This Is Who I Am |
| 2019 | Моно             |